# Mojca
Mojca je  žensko osebno ime.

## Izvor imena
Za ime Mojca obstaja več razlag. Franc Kos ime Mojca razlaga iz zaimka moj in pripone -ica. France Bezlaj pa razlaga današnje koroško ime Mojca kot ljubkovalno ime za krščansko Marijo. Podobno v opombah h knjigi Umreti nočejo pojasnjuje ime Mojca pisatelj Ivan Pregelj: »Korošec zove Marijico Mojci, odraslo pa Mojca.«

## Različice imena
Mojcej, Mojka, Mojmira

## Pogostost imena
Po podatkih Statističnega urada Republike Slovenije je bilo v Sloveniji število ženskih oseb z imenom Mojca po desetletjih naslednje: 
| Desetletje | Število | Rang |
| ---------- | ------- | ---- |
| do 1940    | 7       | 400  |
| 1941–50    | 125     | 114  |
| 1951–60    | 838     | 38   |
| 1961–70    | 3,053   | 3    |
| 1971–80    | 3,934   | 3    |
| 1981–90    | 2,254   | 11   |
| 1991–00    | 664     | 36   |
| 2001–10    | 269     | 73   |
| 2011–21    | 111     | 153  |

## Osebni praznik
Osebe z imenom Mojca godujejo skupaj z Marijami 

## Zanimivost
V zvezi z imenom Mojca je verjetno tudi izraz mójčika za neko vrsto starih jabolk iz okolice Maribora.